# Dannes Coronel
Dannes Arcenio Coronel Campoverde (Naranjal, 24 de maio de 1973 – Naranjal, 7 de julho de 2020) foi um futebolista equatoriano que atuava como lateral-direito.

## Carreira
Coronel jogou no Emelec, com o qual conquistou dois campeonatos nacionais em 1993 e 1994.
A sua carreira começou a afundar em 2002, após deixar o El Nacional, então a força dominante no futebol equatoriano. Foram 101 partidas com a camisa vermelha.
Com passagens sem destaque por Deportivo Cuenca e Barcelona, decidiu abandonar a carreira prematuramente aos 32 anos, no Macará.

## Seleção
Coronel disputou duas edições da Copa América com a Seleção Equatoriana. Ao todo, foram 27 partidas com a camisa amarela entre 1992 e 2000.

## Morte
Morreu no dia 7 de julho de 2020 em Naranjal, aos 47 anos, de ataque cardíaco, causado por uma picada de abelha, a qual o ex-lateral era alérgico.

## Títulos
Emelec
- Campeonato Equatoriano: 1993 e 1994